# Spinactaletes calcarius
Spinactaletes calcarius är en urinsektsart som först beskrevs av Bellinger 1962.  Spinactaletes calcarius ingår i släktet Spinactaletes och familjen Actaletidae. Inga underarter finns listade i Catalogue of Life.